# Willi Rodekurth
Willi Rodekurth (* 31. Mai 1948) ist ein ehemaliger deutscher Fußballspieler.

## Karriere
Rodekurth spielte in der Jugend von Kickers Offenbach, wo er auch den Sprung ins Jugendteam des DFB schaffte. Bei den Kickers setzte er im Seniorenbereich seine Erfolgsstory fort und debütierte unter Trainer Kurt Baluses am 11. Februar 1967 bei einer 0:1-Auswärtsniederlage beim SSV Reutlingen in der damals zweitklassigen Fußball-Regionalliga Süd. Bis zum Rundenende kam er in zwölf Ligaspielen mit zwei Toren bei der Erringung der Regionalligameisterschaft zum Einsatz. Der technisch talentierte Mittelfeldspieler kam an der Seite von Mitspielern wie Rudolf Wimmer, Hermann Nuber, Josef Weilbächer, Engelbert Kraus und Gerd Becker in der anschließenden Bundesliga-Aufstiegsrunde gegen die Konkurrenz von Alemannia Aachen, 1. FC Saarbrücken, Göttingen 05 und Tennis Borussia Berlin zu sieben weiteren Einsätzen, in denen er auch zwei Tore erzielte. Hinter Aufsteiger Aachen – mit Josef Martinelli, Erwin Hermandung, Erwin Hoffmann, Herbert Gronen, Alfred Glenski – reichte es aber nur zum zweiten Platz.
Er schaffte in der Saison 1967/68, nachdem in der Regionalliga Süd der zweite Platz belegt wurde, den Aufstieg in die Bundesliga. In der Aufstiegsrunde absolvierte Rodekurth alle acht Spiele, in denen die Kickers sich gegen Bayer 04 Leverkusen, TuS Neuendorf, Tennis Borussia Berlin und SV Arminia Hannover durchsetzten. Fünf Siege standen einer Niederlage gegenüber, zudem gab es noch zwei Unentschieden. In der Saison 1968/69 absolvierte er 15 Bundesligaspiele. Er debütierte am 24. August 1968 bei einem 2:1-Heimerfolg vor 33.000 Zuschauern auf dem Bieberer Berg unter Trainer Paul Oßwald gegen Titelverteidiger 1. FC Nürnberg im Mittelfeld in der Bundesliga. Zu Spielzeitende stiegen die Kickers trotz der Neuzugänge Dieter Koulmann, Hans Nowak, Peter Werner, Janos Kondert und Helmut Siber als Tabellenletzter aus der Bundesliga ab. Rodekurth schnürte 1969/70 noch ein Jahr die Schuhe für Offenbach in der Regionalliga, kam aber beim Meisterschaftsgewinn unter Trainer Zlatko Čajkovski nur noch zu fünf Ligaeinsätzen – er hatte für den OFC insgesamt 41 Regionalligaspiele mit vier Toren und 15 Spiele in zwei Bundesligaaufstiegsrunden mit zwei Toren absolviert – und wechselte dann in die Schweiz zum FC Biel-Bienne.
Im Dezember 1972 kehrte er nach Deutschland zurück und unterschrieb einen Vertrag beim 1. FC Schweinfurt 05 in der Regionalliga Süd. Dort spielte er bis 1976. Für Schweinfurt absolvierte er 45 Regionalligaspiele und 53 Spiele in der 2. Bundesliga. Herausragend war die Saison 1974/75 in der 2. Bundesliga Süd. Hatte die Elf aus dem Willy-Sachs-Stadion 1973/74, im letzten Jahr der alten zweitklassigen Regionalliga, lediglich den 15. Rang belegen können, spielten die Grün-Weißen unter Trainer István Sztani im Debütjahr der 2. Bundesliga konsequent um die Meisterschaft mit. Wolfgang Dramsch im Tor, Wolfram Thaumüller, Dieter Stosberg, Dieter Pöhnl und Gert Brunnhuber in der Abwehr, im Mittelfeld mit Willi Rodekurth, Horst Raubold, Harald Aumeier und Rainer Skrotzki, sowie im Angriff mit den zwei Torjägern Lothar Emmerich und Werner Seubert (beide je 16 Tore) belegten mit zwei Punkten Rückstand zu Meister und Bundesligaaufsteiger Karlsruher SC überraschend den dritten Rang. Im Jahr danach, 1975/76, erfolgte aber der Abstieg in das Amateurlager. Danach heuerte er beim 1. FSV Mainz 05 an, absolvierte bei den Nullfünfern aber lediglich noch ein Spiel.